# Liga Femenina de Baloncesto 2021-2022
Il campionato spagnolo di pallacanestro femminile 2021-2022 (Liga Endesa per motivi di sponsorizzazione) è stato il 59º.
Perfumerías Avenida ha vinto il suo ottavo titolo battendo nella serie finale il Valencia per 2-0.

## Stagione

### Novità
L'organico è di 16 squadre. Le retrocesse Zamarat e C.B. Al-Qazeres vengono sostituite dalle neopromesse Universitario Ferrol e Leganés, vincenti delle due semifinali play-off.

### Regolamento
Le squadre classificate dal primo all'ottavo posto al termine della regular season si qualificano ai play-off per l'assegnazione del titolo di campione di Spagna.
Le squadre classificate al quindicesimo e sedicesimo posto retrocedono in Liga Femenina 2.

## Squadre partecipanti
| Squadra              | Allenatore          | Campo di gioco                                                  | Risultato stagione 2020-21 |
| -------------------- | ------------------- | --------------------------------------------------------------- | -------------------------- |
| Avenida              | Roberto Íñiguez     | Pabellón de Würzburg di Salamanca                               | 1º posto, campione         |
| Valencia B.C.        | Rubén Burgos López  | Pavelló Municipal Font de San Lluís di Valencia                 | 2º posto, finalista        |
| Uni Girona           | Alfred Julbe        | Pabellón Municipal Girona-Fontajau di Gerona                    | 3º posto                   |
| Gernika Bizkaia      | Mario López         | Pol. Maloste di Guernica                                        | 4º posto                   |
| Estudiantes          | Alberto Ortego      | Pabellón Antonio Magariños di Madrid                            | 5º posto                   |
| Clarinos Tenerife    | Claudio García      | Pabellon de desportes Santiago Martin di Santa Cruz de Tenerife | 6º posto                   |
| Ensino Lugo C.B.     | Miguel Ángel Ortega | Pazo Provincial Dos Desportes di Lugo                           | 7º posto                   |
| Islas Canarias       | José Carlos Ramos   | Polideportivo La Paterna di Las Palmas                          | 14º posto                  |
| Sedis Seu d'Urgell   | Bernat Canut        | Palau d'Esports di La Seo de Urgel                              | 9º posto                   |
| Ibaeta               | Aranzazu Muguruza   | Polideportivo José Antonio Gasca di San Sebastián               | 10º posto                  |
| Araski Vitoria       | Madelén Urieta      | Polideportivo Mendizorrotza di Vitoria                          | 11º posto                  |
| Promete Logroño      | César Aneas         | Palacio de los Deportes de La Rioja di Logroño                  | 12º posto                  |
| Saragozza            | Carlos Cantero      | Pabellón Príncipe Felipe di Saragozza                           | 13º posto                  |
| Bembibre             | Pepe Vázquez        | Bembibre Arena di Bembibre                                      | 14º posto                  |
| Universitario Ferrol | Lino Lopez          | Pavillón Municipal A Malata di Ferrol                           | 1º posto in LF2-A          |
| Leganés              | Ángel Fernández     | Pabellon di Leganés                                             | 1º posto in LF2-B          |

## Stagione regolare
Gli incontri si sono disputati tra il 25 settembre 2021 e il 19 aprile 2022.

### Classifica
|  | Pos. | Squadra                     | Pt | G  | V  | P  | PtF  | PtS  | Diff. | CD       |
|  | ---- | --------------------------- | -- | -- | -- | -- | ---- | ---- | ----- | -------- |
|  | 1.   | Perfumerías Avenida         | 58 | 30 | 28 | 2  | 2230 | 1643 | +587  |          |
|  | 2.   | Valencia BC                 | 55 | 30 | 25 | 5  | 2157 | 1776 | +381  | +8       |
|  | 3.   | Spar Girona                 | 55 | 30 | 25 | 5  | 2196 | 1807 | +389  | -8       |
|  | 4.   | Cadí La Seu                 | 49 | 30 | 19 | 11 | 1851 | 1844 | +7    |          |
|  | 5.   | Casademont Zaragoza         | 48 | 30 | 18 | 12 | 1978 | 1977 | +1    |          |
|  | 6.   | IDK Euskotren               | 47 | 30 | 17 | 13 | 2067 | 1959 | +108  |          |
|  | 7.   | Movistar Estudiantes        | 45 | 30 | 15 | 15 | 1952 | 1926 | +26   |          |
|  | 8.   | Lointek Gernika Bizkaia     | 44 | 30 | 14 | 16 | 1981 | 1962 | +19   |          |
|  | 9.   | Spar Gran Canaria           | 42 | 30 | 12 | 18 | 1883 | 1934 | -51   | 2-0      |
|  | 10.  | Durán Maquinaria Ensino     | 42 | 30 | 12 | 18 | 1918 | 2041 | -123  | 0-2      |
|  | 11.  | Campus Promete              | 41 | 30 | 11 | 19 | 1914 | 1959 | -45   | +19      |
|  | 12.  | Kutxabank Araski            | 41 | 30 | 11 | 19 | 1924 | 2125 | -201  | -19      |
|  | 13.  | Innova-TSN Leganés          | 39 | 30 | 9  | 21 | 1885 | 2183 | -298  | 8 pt,+25 |
|  | 14.  | Embutidos Pajariel Bembibre | 39 | 30 | 9  | 21 | 1727 | 1990 | -263  | 5 pt,-7  |
|  | 15.  | Tenerife                    | 39 | 30 | 9  | 21 | 1864 | 2127 | -263  | 5 pt,-18 |
|  | 16.  | BAXI Ferrol                 | 36 | 30 | 6  | 24 | 1877 | 2151 | -274  |          |

Legenda:
       Campione di Spagna.
      Ammesse ai play-off scudetto.
  Ammesse ai play-off.
      Retrocessa in LF2.
  Vincitrice della Coppa de la Reina 2022
  Vincitrice della Supercoppa.
Regolamento:
Due punti a vittoria, uno a sconfitta.
In caso di parità di punteggio, contano gli scontri diretti e la classifica avulsa.

### Risultati
|                 | ASE   | ARA   | AVE   | BEM   | CLA   | CPR   | ENS   | EST   | FER   | GBZ   | GCA   | GIR    | IBA   | LEG   | VAL   | ZAR   |
| --------------- | ----- | ----- | ----- | ----- | ----- | ----- | ----- | ----- | ----- | ----- | ----- | ------ | ----- | ----- | ----- | ----- |
| AE Sedis        |       | 67–63 | 49–70 | 57–47 | 80–65 | 68–59 | 83–62 | 55–51 | 60–54 | 63–58 | 65–48 | 55–65  | 60–57 | 76–56 | 64–60 | 67–59 |
| Araski AES      | 68–81 |       | 44–92 | 63–69 | 62–53 | 53–47 | 59–90 | 57–93 | 84–82 | 85–62 | 60–62 | 63–67  | 67–75 | 88–80 | 65–86 | 69–79 |
| CB Avenida      | 85–62 | 75–56 |       | 55–38 | 66–48 | 75–49 | 89–39 | 71–70 | 85–51 | 70–47 | 79–55 | 69–77  | 68–54 | 80–48 | 72–68 | 69–59 |
| CP Bembibre     | 60–54 | 43–50 | 38–83 |       | 73–76 | 52–85 | 50–67 | 61–70 | 66–62 | 78–75 | 59–47 | 48–67  | 59–60 | 62–66 | 61–91 | 61–75 |
| CDB Clarinos    | 61–58 | 60–71 | 47–90 | 53–59 |       | 70–81 | 57–59 | 60–63 | 73–58 | 64–61 | 78–73 | 59–98  | 51–74 | 55–62 | 77–58 | 66–70 |
| Campus Promete  | 39–45 | 75–50 | 55–67 | 77–50 | 60–62 |       | 84–77 | 72–54 | 86–75 | 70–74 | 64–61 | 68–46  | 65–81 | 78–67 | 58–63 | 53–62 |
| Ensino Lugo     | 58–67 | 56–64 | 47–72 | 69–52 | 75–74 | 61–55 |       | 70–60 | 72–63 | 52–64 | 54–65 | 69–75  | 70–84 | 64–53 | 64–74 | 62–56 |
| CB Estudiantes  | 78–81 | 66–65 | 54–71 | 71–53 | 70–56 | 80–69 | 73–56 |       | 80–65 | 68–63 | 53–56 | 62–73  | 55–81 | 74–68 | 52–59 | 73–64 |
| Uni Ferrol      | 54–61 | 42–62 | 44–66 | 47–80 | 62–77 | 74–69 | 70–61 | 68–78 |       | 62–79 | 64–66 | 64–94  | 86–89 | 77–50 | 63–76 | 74–49 |
| Gernika Bizkaia | 63–52 | 69–47 | 56–62 | 57–73 | 67–72 | 75–56 | 84–75 | 63–57 | 72–50 |       | 71–61 | 75–82  | 87–71 | 85–61 | 62–72 | 57–62 |
| Gran Canaria    | 69–77 | 74–58 | 49–67 | 48–52 | 84–42 | 70–61 | 73–61 | 67–65 | 57–66 | 66–56 |       | 71–68  | 67–58 | 59–62 | 50–56 | 72–74 |
| Girona Basket   | 55–45 | 93–68 | 79–78 | 65–42 | 73–50 | 74–49 | 76–56 | 51–42 | 58–47 | 62–63 | 64–60 |        | 80–70 | 94–51 | 58–72 | 90–53 |
| CD Ibaeta       | 74–54 | 62–81 | 57–70 | 71–67 | 82–76 | 57–39 | 70–72 | 65–51 | 89–60 | 75–54 | 82–60 | 72–87  |       | 69–58 | 41–61 | 65–35 |
| Leganes         | 60–53 | 75–80 | 69–79 | 72–66 | 69–61 | 57–65 | 49–75 | 68–80 | 80–69 | 59–65 | 79–75 | 59–100 | 66–65 |       | 41–64 | 75–80 |
| Valencia Basket | 75–50 | 75–61 | 67–75 | 83–47 | 88–56 | 78–62 | 82–65 | 70–52 | 67–52 | 77–60 | 67–61 | 55–61  | 77–48 | 81–65 |       | 71–59 |
| Basket Zaragoza | 71–42 | 75–61 | 67–80 | 74–61 | 81–65 | 81–64 | 64–60 | 48–57 | 65–72 | 58–57 | 72–57 | 72–64  | 76–69 | 64–60 | 74–84 |       |

## Play-off
Le gare di andata dei quarti di finale si sono disputate il 24 aprile, quelle di ritorno il 28 aprile 2022; le semifinali dal 1º al 5 maggio.
La serie finale si è disputata l'8 e il 12 maggio.
|  | Quarti di finale | Quarti di finale        | Quarti di finale | Quarti di finale |  |    | Semifinali          | Semifinali           | Semifinali | Semifinali |  |    | Finale              | Finale      | Finale | Finale | Finale |
|  |                  |                         |                  |                  |  |    |                     |                      |            |            |  |    |                     |             |        |        |        |
|  | 1.               | Perfumerías Avenida     | 85               | 73               |  |    |                     |                      |            |            |  |    |                     |             |        |        |        |
|  | 1.               | Perfumerías Avenida     | 85               | 73               |  |    |                     |                      |            |            |  |    |                     |             |        |        |        |
|  | 8.               | Lointek Gernika Bizkaia | 70               | 43               |  |    |                     |                      |            |            |  |    |                     |             |        |        |        |
|  | 8.               | Lointek Gernika Bizkaia | 70               | 43               |  | 1. | Perfumerías Avenida | 73                   | 75         |            |  |    |                     |             |        |        |        |
|  |                  |                         |                  |                  |  | 1. | Perfumerías Avenida | 73                   | 75         |            |  |    |                     |             |        |        |        |
|  |                  |                         |                  |                  |  |    | 4.                  | Cadí La Seu          | 66         | 39         |  |    |                     |             |        |        |        |
|  | 4.               | Cadí La Seu             | 75               | 58               |  |    | 4.                  | Cadí La Seu          | 66         | 39         |  |    |                     |             |        |        |        |
|  | 4.               | Cadí La Seu             | 75               | 58               |  |    |                     |                      |            |            |  |    |                     |             |        |        |        |
|  | 5.               | Casademont Zaragoza     | 57               | 58               |  |    |                     |                      |            |            |  |    |                     |             |        |        |        |
|  | 5.               | Casademont Zaragoza     | 57               | 58               |  |    |                     |                      |            |            |  | 1. | Perfumerías Avenida | 55          | 67     |        |        |
|  |                  |                         |                  |                  |  |    |                     |                      |            |            |  | 1. | Perfumerías Avenida | 55          | 67     |        |        |
|  |                  |                         |                  |                  |  |    |                     |                      |            |            |  |    | 2.                  | Valencia BC | 44     | 62     |        |
|  | 2.               | Valencia BC             | 59               | 72               |  |    |                     |                      |            |            |  |    | 2.                  | Valencia BC | 44     | 62     |        |
|  | 2.               | Valencia BC             | 59               | 72               |  |    |                     |                      |            |            |  |    |                     |             |        |        |        |
|  | 7.               | Movistar Estudiantes    | 59               | 35               |  |    |                     |                      |            |            |  |    |                     |             |        |        |        |
|  | 7.               | Movistar Estudiantes    | 59               | 35               |  | 2. | Valencia BC         | 61                   | 66         |            |  |    |                     |             |        |        |        |
|  |                  |                         |                  |                  |  | 2. | Valencia BC         | 61                   | 66         |            |  |    |                     |             |        |        |        |
|  |                  |                         |                  |                  |  |    | 3.                  | Spar CityLift Girona | 49         | 73         |  |    |                     |             |        |        |        |
|  | 3.               | Spar CityLift Girona    | 61               | 67               |  |    | 3.                  | Spar CityLift Girona | 49         | 73         |  |    |                     |             |        |        |        |
|  | 3.               | Spar CityLift Girona    | 61               | 67               |  |    |                     |                      |            |            |  |    |                     |             |        |        |        |
|  | 6.               | IDK Euskotren           | 56               | 54               |  |    |                     |                      |            |            |  |    |                     |             |        |        |        |
|  | 6.               | IDK Euskotren           | 56               | 54               |  |    |                     |                      |            |            |  |    |                     |             |        |        |        |

## Verdetti
- Campione di Spagna: Avenida (8º titolo)
Formazione:[5](2) Kahleah Copper, (3) Nogaye Lo Sylla, (4) Leonor Rodríguez, (5) Maite Cazorla, (6) Silvia Domínguez, (10) Mia Mašić[6], (11) Adaora Elonu[7], (13) Andrea Vilaró, (21) Emese Hof, (30) Shante Evans[8], (31) Bella Alarie, (44) Karlie Samuelson, (33) Katie Lou Samuelson, (34) Mariella Fasoula. Allenatore: Roberto Íñiguez.
- Retrocessa in Liga feminina 2:  CDB Clarinos e BAXI Ferrol.
- Vincitrice Coppa de la Reina: Avenida (10º titolo)
- Vincitrice Supercoppa: Valencia B.C. (1º titolo)